# آدم كيرتز
آدم كيرتز (بالإنجليزية: Adam Curtis)‏ (مولود عام 1955) صانع أفلام وثائقية إنجليزي، عمل خلال مسيرته المهنية في التلفاز كاتب، منتج تلفزيونى، مخرج، ومعلق.يعمل حاليا في قسم الشؤون المعاصرة في البي بي سي.[وفقًا لِمَن؟].
بعد التحاقة ب مدرسة سفن اوكس (كان من أفراد 'غرفة الفن' التي خرجت موسيقيين مؤثرين، توم جرين هالج، كيفن ليست ومارك وايت من الميكونز مع أندى جيل وجون كنج من عصابة الأربعة) درس كيرتز بكالوريوس الفنون في العلوم الإنسانية (و الذي تضمن دروسا في علم الجينات، علم النفس، السياسة، الجغرافيا والإحصاء الأولى) في جامعة اوكسفورد. بعد ذلك قام كيرتز بالتدريس هناك، ولكنه هجر التدريس هناك ليلتحق بالتفزيون. حيث حصل على وظيفة في برنامج هذه هي الحياة! حيث تعلم العثور على الفكاهة في المواضيع الجادة.
بعد ذلك قام بصنع أفلام وثائقية حول مواضيع جدية مع احتفاظه بنفس نغمة الطرافة.

## أعماله
1988: بعيدا بمحيط. الجزء الأول "ارفعو القبعات للسيد ولسون” (حول الكيفية التي انضمت بها الولايات المتحدة ل الحرب العالمية الأولى).
1992: صندوق باندورا فحصت مخاطر التكنوقراطية والعقلانية السياسية. وحصد بها جائزة البافتا لأحسن سلسلة واقعية. 
1995: الميت الحى حققت في الطريقة التي تستخدم بها التاريخ والذاكرة (على المستوى القومى والفردى) من قبل الساسة وغيرهم.
1996: 25 مليون جنيه دراسة حول نك ليسون وانهيار بنك بارجنز. حاز به على جائزة أفضل وثائقى علمى وطبيعى في مهرجان سان فرانسيسكو الدولي عام 1998.
1997: طريق اللحم حول قصة هنريتا لاكس، السيدة التي لن تموت. حاز عام 1197 جائزة البوابة الذهبية. 
1999: مجموعة المايفير عرض كيف سمح للقراصنة الرأسماليين بتشكيل مناخ سنوات حكم تاتشر، مركزا على صعود الكولونيل دايفيد سترلينج، جيم سلاتر، جيمس جولدسميث، وتينى ورلاند، جميعهم أعضاء في كليرمونت في ستينات القرن العشرين. حاز الفلم على جائزة البافتا لأحسن سلسلة واقعية عام 2000. 
2002: قرن الأنا (قناة البى بى سى الثانية) توثق كيف أن صعود فردية فرويد أدت ل استهلاكية إدورد بارنايز. حازت على جائزة البث لأحسن سلسلة وثائقية وجائزة تاريخ لونجمان الآن لأحسن فلم نفس العام. عرض في الولايات المتحدة في صالات عرض بيت الفن واختير كأحسن رابع فلم عام 2005 من قبل الانترتينمت ويكلى.
2004: قوة الكوابيس (قناة البى بى سى الثانية) يربط بين صعود الإسلاميين في العالم العربي والمحافظين الجدد في الولايات المتحدة، كلاهما ساهم في نشر خرافة العدو الخطير لجذب دعم الجماهير.
2007: المصيدة - ماللذى حل بحلمنا بالحرية (قناة البى بى سى الثانية - تحت عنوان قلب بارد بارد), حول المفهوم الحديث للحرية. 
2007: كيرتز قام بالتعليق بأسلوبه المميز في أفلامه الوثائقية في قسم حول مذيعى التلفاز الأخباريين في الجزء الثالت من السلسلة الرابعة للبرنامج مسح شاشة لشارلز بروكر في قناة البى بى سى الرابعة.

## وصلات خارجية
- مقابلة: آدم كيرتز: صفوة التلفزيون فقدوا الطريق - مقابلة مع «ذا ريجستر», نوفمبر 2007.
- آدم كيرتز على موقع IMDb (الإنجليزية)
- آدم كيرتز على موقع ألو سيني (الفرنسية)
- آدم كيرتز على موقع ميوزك برينز (الإنجليزية)
- آدم كيرتز على موقع قاعدة بيانات الفيلم (الإنجليزية)
- آدم كيرتز ينضم لقسم الشؤون الجارية في البى بى سى
- قوة الكوابيس، موقع البى بى سى
- الأوبزرفر: طارد الأرواح الشريرة (تعريف)
- الغارديان مقالة حول قوة الكوابيس
- GreenCine مقابلة من مايو 2005
- خلق أشباح إسلامية  الغارديان، أغسطس 2005
- مقابلة: أصبح شيئا لتحقيق الذات: ارول موريس حوارات مع آدم كيرتز، ذا بليفر, أكتوبر 2005